# Joseph Michael von Ehrenfels

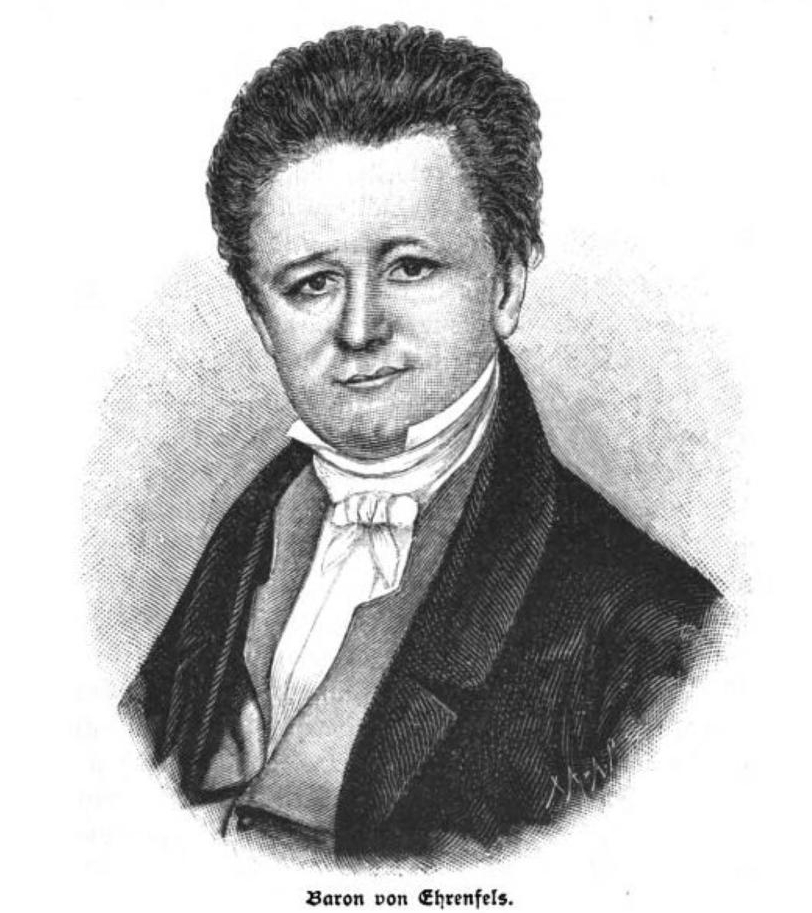

Joseph Michael von Ehrenfels (* 1767 in Retzbach oder Zwettl; † 9. März 1843 in Untermeidling) war ein österreichischer Schaf- und Bienenkundler. Er verfasste zahlreiche Schriften zu diesem Themenbereich.

## Leben
Geboren als Joseph Michael Judtmann heiratete er 1790 Magdalene Louise Gräfin von Schönburg-Rochsburg und nahm den ruhenden Titel „Ehrenfels“ an. Sein Urenkel war Christian von Ehrenfels.

## Tätigkeit
Von Ehrenfels war Landwirt und Autor zahlreicher Abhandlungen und Schriften, in denen er seine Sache mit Beharrlichkeit vertrat. Selber war er als Schafzüchter zwar nicht allzu erfolgreich, aber in seiner Schrift „Höhere Schafzucht“ von 1805 setzte er sich stark für das sogenannte „Elektoralschaf“, eine spanische Merinorasse, als das feinste Schaf Europas ein. Er beanspruchte auch, ein Mittel gegen die Klauenseuche bei Merinoschafen gefunden zu haben, nämlich das Aufstreichen rauchender Salpetersäure, gefolgt von der Anwendung von Hirschhornöl.
Er setzte sich für die Förderung der Bienenzüchtung ein. Seine Idee, die Ausbreitung der Bienenzucht durch Aktien zu veranlassen, scheiterte jedoch. Stattdessen stellte er im Theresianum eine große Bienenzucht auf und hielt öffentliche Vorlesungen darüber. Später etablierte er eine Bienenzucht von 150 Stöcken in der Brigittenau. 1808 kaufte er die vereinten Herrschaften Lichtenau, Brunn am Wald und Allentsgschwendt im Viertel ob dem Mannhartsberg, wo er eine höhere Anstalt für Bienenzucht errichtete.

## Rezeption
In neuerer Zeit hat Ehrenfels’ Debatte mit Imre Festetics über die Vererbung bei Schafen wissenschaftshistorisches Interesse gefunden. Während Ehrenfels gegen die Inzucht als züchterisches Mittel Stellung nahm und die Wolleigenschaften der Schafe größtenteils externen Kriterien zuschrieb, insbesondere dem Klima, beharrte Festetics darauf, dass Vererbung rein durch intrinsische Faktoren bestimmt werde. Festetics formulierte in dieser Debatte „genetische Gesätze der Natur“ und benutzte damit erstmals das Wort „genetisch“ im modernen Sinne, kann also als Vorläufer Gregor Mendels gelten. Ehrenfels spielte mit seiner entgegengesetzten Meinung eine wichtige Rolle bei der Ausformung von Festetics’ Überlegungen zur Genetik.

## Werke
- Erdmann Hülfreichs Unterricht für Bauersleute über die Krankheiten der Pferde, des Hornviehes, der Schaafe und Schweine. Frankfurt und Leipzig 1790. Digitalisat bei der Universitätsbibliothek Freiburg
- Ueber den Wiesen- und Futterbau, von D. Judtmann. Jacobäer, Leipzig 1790. Digitalisat bei der Sächsischen Landes- und Universitätsbibliothek Dresden
- Erdmann Hülfreichs bewährtes Handbüchlein für Bauersleute. Doll, Wien 1791. Digitalisat beim Göttinger Digitalisierungszentrum
- Der Erdmuthe Hülfreichinn Unterricht für Hausmütter in ihren Geschäften, welche sie in der Küche, im Garten, im Viehstalle und im Geflügelhofe zu besorgen haben, nebst dem was ihnen vom Spinnen, der Weberey, von Zurichtung der Bette und Wäsche zu wissen nothwendig ist. Ein Gegenstück zum Erdmann Hülfreich. Doll, Wien 1795. Digitalisat beim Göttinger Digitalisierungszentrum
- Ueber die Krankheiten und Verlezzungen der Frucht- oder Gartenbäume. Korn, Breslau, Hirschberg und Lissa 1795. Digitalisat beim Münchener Digitalisierungszentrum
- Plan und Einladung zur Errichtung einer vaterländischen Bienengesellschaft durch Actien, Wien 1799
- Erdmann Hülfreich's auf eigene Erfahrung gegründete Anweisung zur Bienenzucht in Körben, Magazinen und Lagerstöcken ohne Künsteley. Heykul, Wien 1804. Digitalisat bei der Österreichischen Nationalbibliothek
- Erdmann Hülfreichs Unterricht für Bauersleute, wie man die gefährlichsten Zufälle und Krankheiten der Feld- und Gartenfrüchte, als des Getreides, der Futterkräuter, der Küchengewächse, der Obstbäume, des Weinstockes etc. erkennen, verhüten und heilen kann. Doll, Wien 1807. Digitalisat bei der Universitätsbibliothek Johann Christian Senckenberg, Frankfurt am Main
- Ueber das Electoralschaf und die Electoralwolle. Ein Beitrag zur höhern Schafzucht. In: Oekonomische Neuigkeiten und Verhandlungen, Jg. 23, Nr. 1 (Jänner 1822), S. 1–6, Nr. 2, S. 13–15. Digitalisat bei Google Books
- Ueber die Drehkrankheit der Schafe. Moerschner und Jasper, Wien 1824. Digitalisat bei der Österreichischen Nationalbibliothek
- Wie kann die gesunkene Landwirthschaft und der dadurch gesunkene Bodenwerth in Österreich wieder gehoben werden? Calve, Prag 1828. Digitalisat bei Google Books
- Die Bienenzucht nach Grundsätzen der Theorie und Erfahrung. Calve, Prag 1829. Digitalisat beim Münchener Digitalisierungszentrum
- Die Hochpunkte der heutigen deutschen Landwirtschaft, Prag 1829
- Geschichtliche Darstellung meiner neuen Schafcultur, oder das zwei- und dreischürige Electoralschaf. Calve, Prag 1831